# Thesium commutatum
Thesium commutatum är en sandelträdsväxtart som beskrevs av Otto Wilhelm Sonder. Thesium commutatum ingår i släktet spindelörter, och familjen sandelträdsväxter. Inga underarter finns listade i Catalogue of Life.